# 褐衣
褐衣（かちえ）・褐襖（かちあお）は、日本古代から中世にかけて、地下武官や左右近衛の随身（ずいじん）、鷹匠が用いた上着で狩衣（かりぎぬ）の一つ、および武家装束。

## 概要
袍形式の狩衣に似ているが、違いは肩の袖付け部分が縫いふさがれていることである。なお、脇部分は開いている。布地は麻布か平絹が多い。古くは野外に行幸する時に随従した者が着た衣服で、古くは中将・少将も着用していたが、後には高官などを警護する武官や兵士、無位の者が着用するものとされた。
褐衣の由来については兎の毛などを使った「褐」と呼ばれる織物で作られていたからとする説が有力であるが、当時の日本で毛織物が用いられていたかどうか疑問視する考えもある。褐色（今日の茶色系ではなく、後に「勝色」と呼ばれた紫色系のもの）に近い系統（一日晴（その日だけの物を用いる格別の儀式）では紫や蘇芳、通常は縹や紺）が用いられており、その由来については謎が残されている。

## 蛮絵の袍
褐衣にはくまや唐獅子などの模様（外国系統の鳥獣を丸い形に図案化した文様）、いわゆる蛮絵で飾った様式があり、それを別名で蛮絵の袍と呼んだ。蛮絵は元来墨で摺って部分的に彩色を加えたものであったが、桃山時代の法隆寺所蔵品は全体が彩色され、近世にはいると刺繍が一般化した（河上繁樹説）。
蛮絵装束は舞楽装束としても使用し、各地の祭などの伝統行事や日本伝統芸能において、現在も着用されている。